# Poromya undosa
Poromya undosa is een tweekleppigensoort uit de familie van de Poromyidae. De wetenschappelijke naam van de soort is voor het eerst geldig gepubliceerd in 1906 door Hedley & Petterd.